# Diejuste
Diejuste est un lwa bienveillant dans le vaudou haïtien,.